# Skogsbergia costai
Skogsbergia costai is een mosselkreeftjessoort uit de familie van de Cypridinidae. De wetenschappelijke naam van de soort is voor het eerst geldig gepubliceerd in 1974 door Kornicker.